# Sericania dispar
Sericania dispar är en skalbaggsart som beskrevs av Ahrens 2004. Sericania dispar ingår i släktet Sericania och familjen Melolonthidae. Inga underarter finns listade i Catalogue of Life.